# Han van Meegeren
Han van Megeren (hol. Henricus Antonius van Meegeren; 10. oktobar 1889 - 30. decembar 1947) je bio holandski slikar, portretista i najveći falsifikator umetničkih dela dvadesetog veka. Uspevao je verno, precizno i vešto da imitira i stvara Vermerove slike iz sedamnaestog veka, pa ih je skupo prodavao kao originale.

## Majstorstvo
On je izrađivao boje tradicionalnim metodama iz 17. veka i koristio je stara platna za slikanje koja bi dobijao kada bi očistio prethodno kupljenu sliku iz tog doba. Slikao je isključivo četkicama s dlakom od jazavca, u protivnom bi ga samo jedna svinjska dlaka odala. Pored pigmenata upotrebljavao je nešto vrlo neobično, opasno i toksično - fenol formaldehid, poznatiji pod imenom bakelit. To je materijal od koga su se radili stari radioaparati i fenovi za kosu. Ta vrsta smole bi se oblikovala prema svakom kalupu. Kada se osuši postaje tvrda. Bakelit bi mešao sa bojama i onda nanosio na platno. Svoje falsifikate bi na kraju pekao 2 sata na 110 stepeni i tako pravio pukotine na površini slike da bi izgledale kao rad starog majstora. Obična uljena boja bi se sušila stotinama godina. Stručnjaci su utvrđivali starost slike pomoću supstance slične acetonu. Ako se boja sa slike ne bi skinula pri stavljanju acetona na nju, time bi bila dokazana njena dugogodišnjost. Uz pomoć svoje tehnike koju je usavršavao 4 godine uspeo je da prevari javnost. Drugi falsifikatori grešili su koristeći moderne materijale.
Megeren nije samo kopirao dela Johanesa Vermera, već je pravio nova, koja su imala nekolicinu zajedničkih detalja sa originalima, izuzevši ubedljivo preslikan Vermerov stil. Naravno, ne potpisavši ih svojim imenom, slike su se prodavale i očaravale mnoge kritičare koji su bili uvereni da im pred očima stoji netaknuto i javnosti nepoznato remek-delo velikog slikara.

## Suđenje i smrt
Dana 29. maja 1945, uhapšen je pod optužbom da je pomagao i podržavao naciste prodavši im jednu od Vermerovih slika. Prodajući im nacionalno blago počinio je veleizdaju, a kazna za to bila je smrt. Sada je bilo neophodno uveriti sud da je prodao falsifikat i samim tim prevario naciste. Svojim sudijama je otkrio istinu i postojanje tajnog sastojka da bi sebi spasao život i pokazao svoj virtuozitet i genijalnost. U periodu od jula do novembra je, uz prisustvo novinara kao svedoka, naslikao svoj poslednji falsifikat Mladi Isus u hramu. Dana 12. novembra 1947. osuđen je na minimalno godinu dana zatvora. Doživeo je srčani udar 26. novembra iste godine. Odveden je u bolnicu u Amsterdamu. Dana 30. decembra doživeo je drugi srčani udar i tada je konstantovana smrt. Pretpostavlja se da su njegovo zdravlje ugrozila otrovna isparavanja pri zagrejavanju bakelita, kojima je on godinama bio izložen bez ikakve zaštite. Njegovo telo je kremirano, a njegova urna je sahranjena na opštem groblju u blizini opštine Deventer.

## Literatura
- Kreuger, Frederik H. (2013). Han van Meegeren Revisited. His Art & a List of his Works. Delf: Quantes Publishers Rijswijk. ISBN 9789059590656.
- Baesjou, Jan (1956). The Vermeer forgeries: The story of Han van Meegeren. OCLC 3949129.. G. Bles. A biography/novel based on the author's conversations with van Meegeren's second wife.
- Brandhof, Marijke van den (1979):  Een vroege Vermeer uit 1937: Achtergronden van leven en werken van de schilder/vervalser Han van Meegeren. Utrecht: Spectrum. 1979.. The only scholarly biography of van Meegeren. An English-language summary is offered by Werness (1983).
- Dolnick, Edward (2008). The forger's spell: a true story of Vermeer, Nazis, and the greatest art hoax of the twentieth century. New York: Harper. ISBN 978-0-06-082541-6.
- Godley, John Raymond Lord Kilbracken Van Meegeren: A case history. London: Thomas Nelson and Sons , Ltd. 1967. OCLC 173258.. 1967, New York: Charles Scribner's Sons. The standard English-language account, based on the author's literature research and conversations with van Meegeren's son and daughter.
- Guarnieri, Luigi (2004). La Doppia vita di Vermeer. Arnoldo Mondadori S.p.A, Milan.
- Kreuger, Frederik H. (2007). A New Vermeer: Life and Work of Han van Meegeren. Quantes Publishers, Rijswij. ISBN 978-90-5959-047-2.
- Moiseiwitsch, Maurice (1964). The Van Meegeren mystery; a biographical study. London: A. Barker. OCLC 74000800..
- Werness, Hope B. (1983).  Dutton, Denis, ур. "Han van Meegeren fecit" in The forger's art: forgery and the philosophy of art. Berkeley: University of California Press. ISBN 978-0-520-05619-0.
- Wynne, Frank (2006). I was Vermeer: the rise and fall of the twentieth century's greatest forger. New York: Bloomsbury. ISBN 978-1-58234-593-2.
- Gaddis, William (1955). The Recognitions. William H. Gass (Introduction). Penguin Classics (1993-reprint). ISBN 978-3-442-44878-4.
- Kreuger, Frederik H. (2005). The Deception. Novel and His Real Life. The Netherlands: Quantes Uitgeverij. ISBN 978-90-5959-031-1.
- Jan Botermans and Gustav Maguel (1951). Van Meegeren's false Vermeers. стр. 57.[Film]. (See Sepp Schueller.)
- Fritz Kirchhoff (director) (1949). Verführte Hände (literally: Enticed hands) (Film). Germany.
- Antonín Moskalyk (director) (1990). Dobrodružství kriminalistiky: Paprsek 16/26 (literally: Adventures of Criminology: The Ray) (TV series). Czechoslovakia, West Germany: Czechoslovakian television, Sudwestfunk Baden-Baden, Westdeutsches Werbefernsehen.
- Bruce J. RobinsonAnother Vermeer. 2007.. [Play]. Produced by the Abingdon Theatre Company of New York City